# Festa di Dongzhi
La festa del Dongzhi, o festival del Dongzhi (冬節T, 冬至S, DōngzhìP, lett. "estremo dell'inverno"), è una ricorrenza celebrata in Cina e in diversi paesi dell'estremo oriente in occasione del solstizio d'inverno, tra il 21 dicembre e il 22 dicembre. È uno dei 24 termini solari del tradizionale calendario lunare dell'Asia orientale ed l'ultima grande festa che precede il capodanno cinese.
Secondo l'antica filosofia cinese dell'equilibrio tra yin e yang, il solstizio d'inverno assume il significato di rinascita in quanto, dopo tale giorno, le ore di luce tendono ad allungarsi sempre di più nell'emisfero boreale, così come l'energia positiva dello yang tende a rinforzarsi gradualmente.

## Storia
Le origini della festa del Dongzhi risalgono al periodo della dinastia Zhou, quando per la prima volta i cinesi determinarono il solstizio d'inverno osservando i movimenti del sole per mezzo delle meridiane.
Istituita ufficialmente durante la dinastia Han, la festa del Dongzhi assunse ulteriore importanza durante le dinastie Tang e Song: in tale giorno si riposavano sia i funzionari che la gente comune e si veneravano gli antenati e il Cielo. Inoltre gli imperatori si recavano al tempio per adorare il dio del Cielo, accompagnati da una parata di principi, funzionari imperiali e artisti di strada, e non era raro che concedessero l'amnistia ai criminali per diffondere l'idea di pace e di armonia nel paese.

## Tradizioni

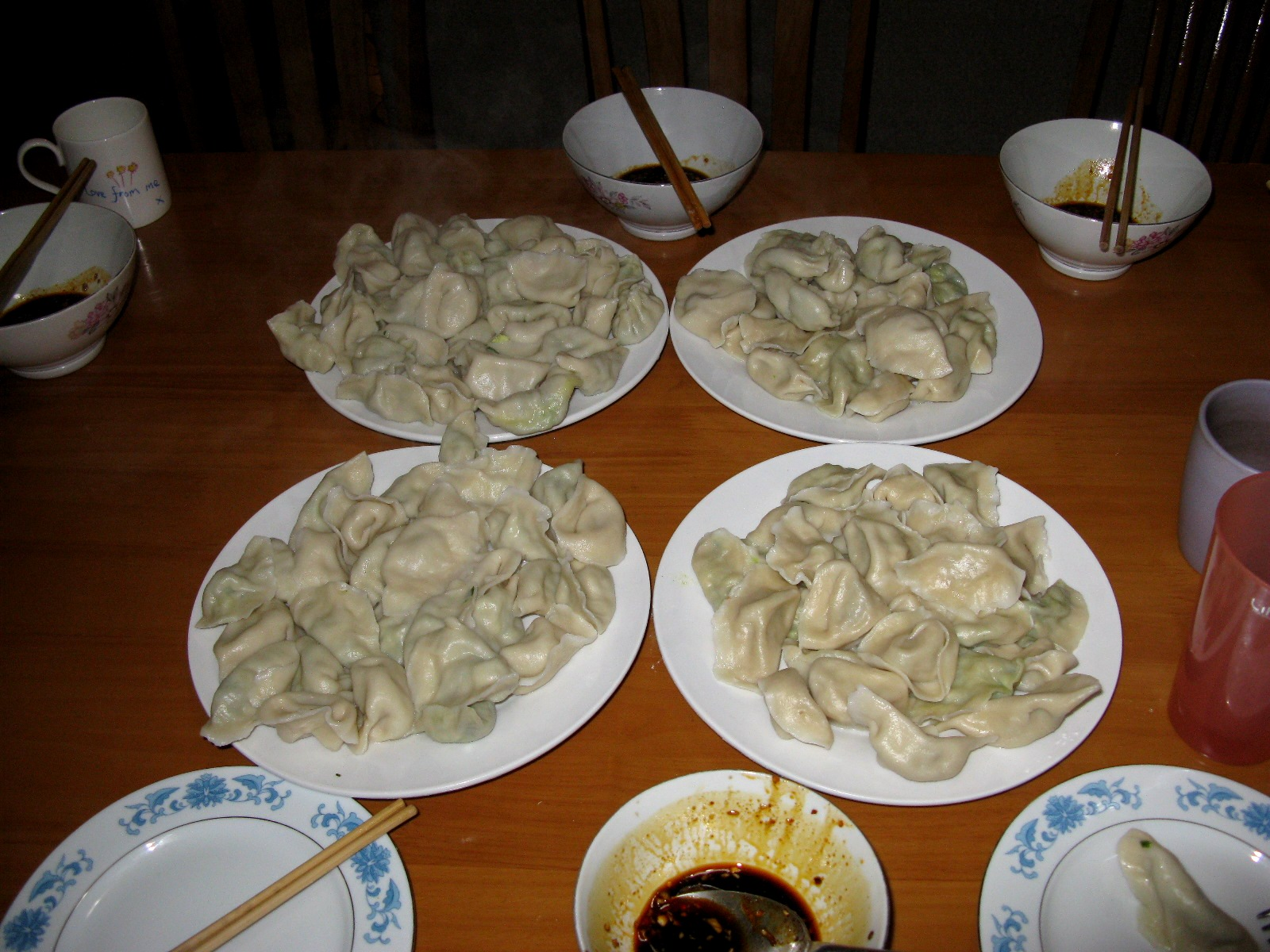
Jiaozi serviti durante la festa del Dongzhi

Nelle regioni settentrionali della Cina è consuetudine mangiare una zuppa di jiaozi (祛寒嬌耳湯S, qùhán jiāoěr tāngP, lett. "zuppa di ravioli che espelle il freddo") che, secondo la tradizione, aiuterebbe a preservarsi dal gelo invernale.
In alcune zone meridionali della Cina le famiglie si riuniscono e viene servito un porridge a base di fagioli rossi e riso glutinoso che aiuterebbe a scacciare i demoni maligni. In Corea questo piatto viene chiamato patjuk.
Un altro piatto tradizionale di questa ricorrenza sono i tangyuan, gnocchi dolci a base di farina di riso glutinoso e farciti con pasta di fagioli rossi, di sesamo nero o arachidi, la cui rotondità simboleggia l'unione familiare e la prosperità. Vengono serviti in una zuppa chiamata jiuniang e donati ai parenti.
A Taiwan gli antenati sono venerati offrendo loro delle torte a nove strati a base di farina di riso glutinoso e cotte al vapore. Esse possono assumere diverse forme, come quella di pollo, anatra, tartaruga, maiale, mucca o pecora, animali tradizionalmente considerati simbolo di buon auspicio. Tali cerimonie sono seguite da un banchetto familiare in cui si assumono cibi tonici per combattere il freddo invernale, come l'hot pot di montone o di anatra allo zenzero. Inoltre alcuni taiwanesi dispongono dei tangyuan sul retro della porta di casa per tenere lontani gli spiriti maligni dai bambini.
Un'altra consuetudine nel commemorare gli antenati è quella di bruciare del denaro (il cosiddetto denaro dell'inferno) in modo che il defunto possa usufruirne nell'aldilà. Inoltre, alcune famiglie cinesi appendono un dipinto ad acquerello di un susino spoglio, al quale ogni giorno, a partire dal solstizio d'inverno, viene aggiunto un componente dai membri della famiglia.
In Giappone è usanza mangiare alimenti la cui parola finisce con la lettera n, come ninjin (carote) e renkon (radice di loto), poiché tale suono ricorda la parola un che significa "fortuna". Inoltre, il fatto che il suono n corrisponda all'ultimo carattere dell'alfabeto giapponese viene associato alla fine dei giorni bui simboleggiata dal Dongzhi.